# Juan Rulfo
Juan Nepomuceno Carlos Pérez Rulfo Vizcaíno, mehiški pisatelj, scenarist in fotograf, * 16. maj 1917, Sayula, Jalisco, † 7. januar 1986, Ciudad de México.
Bil je član Generacije 52. Je eden izmed najboljših latinskoameriških pisateljev 20. stoletja, ki so pripadali magičnemu realizmu. V njegovih delih se prepletata resničnost in fantazija, njegovi junaki pa se soočajo z družbenimi in kulturnimi problemi.
Znan je po zbirki sedemnajstih krajših zgodb El llano en llamas in po romanu Pedro Páramo.

## Življenje
Pri šestih letih mu je umrl oče, štiri leta zatem pa še mati. Leta 1929 se je preselil k svoji babici v San Gabriel, pozneje je pristal v sirotišnici v Guadalajari. Leta 1933 se je tam nameraval vpisati na univerzo, vendar se je odločil za selitev v Ciudad de México. Tam je obiskoval Colegio de San Ildefonso in 1934 začel pisati svoja prva dela ter sodelovati pri reviji América.
Opravljal je različne poklice, po 1946 pa se je posvetil tudi fotografiji. Leta 1947 se je poročil s Claro Angelino Aparicio Reyes, s katero je imel štiri otroke.
Leta 1956 je za svoj roman Pedro Páramo prejel nagrado Xavierja Villaurrutie, 1970 državno nagrado za literaturo, 1983 pa nagrado Španije Príncipe de Asturias. Bil je član mehiške akademije za jezik, veliko je potoval in sodeloval na mednarodnih kongresih. Je najbolj bran mehiški pisatelj tako doma kot v tujini.

## Dela
- Nos han dado la tierra (1945).
- El llano en llamas (1953).
- ¿No oyes ladrar a los perros?
- Pedro Páramo (1955).
- El gallo de oro y otros textos para cine (1980).
- Juan Rulfo (1980).
- Inframundo, el México de Juan Rulfo (1983).
- Los Cuadernos de Juan Rulfo (1994).
- Aire de las colinas (2000).

## Pedro Páramo
Ta kratek in pisateljev edini roman je izšel leta 1955. Do leta 1997 je bilo v Združenih državah Amerike prodanih več kot milijon izvodov, v Mehiki in drugih špansko govorečih državah pa je bil še večkrat ponatisnjen. Izšel je kor druga knjiga Juana Rulfa, takoj za El llano en llamas. Pedro Páramo je imel velik vpliv na razvoj magičnega realizma, pripovedovalec je enkrat prvoosebni, drugič tretjeosebni. Carlos Fuentes je roman označil za vrh literature, napisane v kastiljščini. Jorge Luis Borges pa Rulfov roman vidi kot najboljši roman vseh časov. Preveden je bil v mnogo jezikov, po njem so posneli tudi več filmov.